# Vườn quốc gia Sanriku Fukkō
Vườn quốc gia Sanriku Fukkō (三陆复兴国立公园 Sanriku Fukkō Kokuritsu Koen ?) là một vườn quốc gia mở rộng dọc theo bờ biển Sanriku của Nhật Bản từ Hachinohe của Aomori qua Iwate tới Kesennuma ở tỉnh Miyagi. Được thành lập vào năm 2013 do hậu quả của trận động đất và sóng thần Tōhoku 2011, nó bao gồm vườn quốc gia cũ Rikuchu Kaigan và Công viên tự nhiên tỉnh Tanesashi Kaigan Hashikamidake tạo thành. Năm 2014, Bộ Môi trường Nhật Bản có kế hoạch mở rộng vườn quốc gia thêm cả Quốc định Vườn quốc gia Minami Sanriku Kinkasan. Sau đó, vườn quốc gia sẽ được mở rộng để bao gồm cả các Công viên tự nhiên tỉnh Kesennuma, Kenjōsan Mangokuura, và Matsushima.